# Le Mystère von Bülow
Pour les articles homonymes, voir Reversal of Fortune (film, 2005).
Pour plus de détails, voir Fiche technique et Distribution.
Le Mystère von Bülow (Reversal of Fortune) est un film américain de Barbet Schroeder, sorti en 1990.
Il s'agit de l'adaptation de l’ouvrage Reversal of Fortune : Inside the von Bülow Case (1985) du professeur Alan M. Dershowitz sur l'histoire vraie de Sunny von Bülow (interprétée par Glenn Close), une riche héritière américaine plongée dans le coma à la suite d'une surdose d'insuline. Elle mourra, sans être sortie du coma, vingt-huit ans plus tard. Le film revient sur le procès de son époux, Claus von Bülow (incarné par Jeremy Irons), dans les années 1980.
Le film est bien accueilli par la critique, qui plébiscite notamment la performance de Jeremy Irons, celui-ci obtenant l'Oscar du meilleur acteur.

## Synopsis

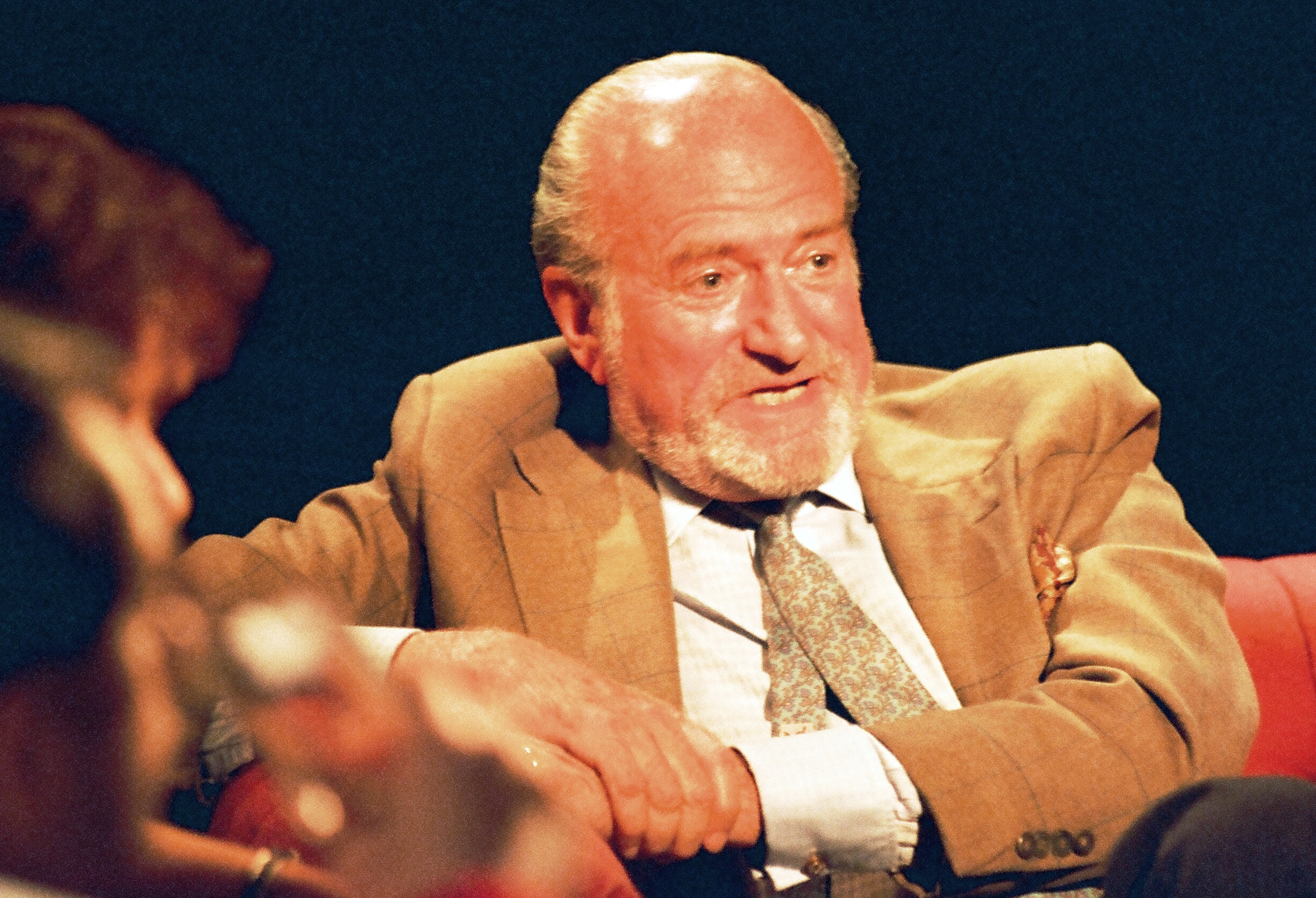
Claus von Bülow dans les années 1990.

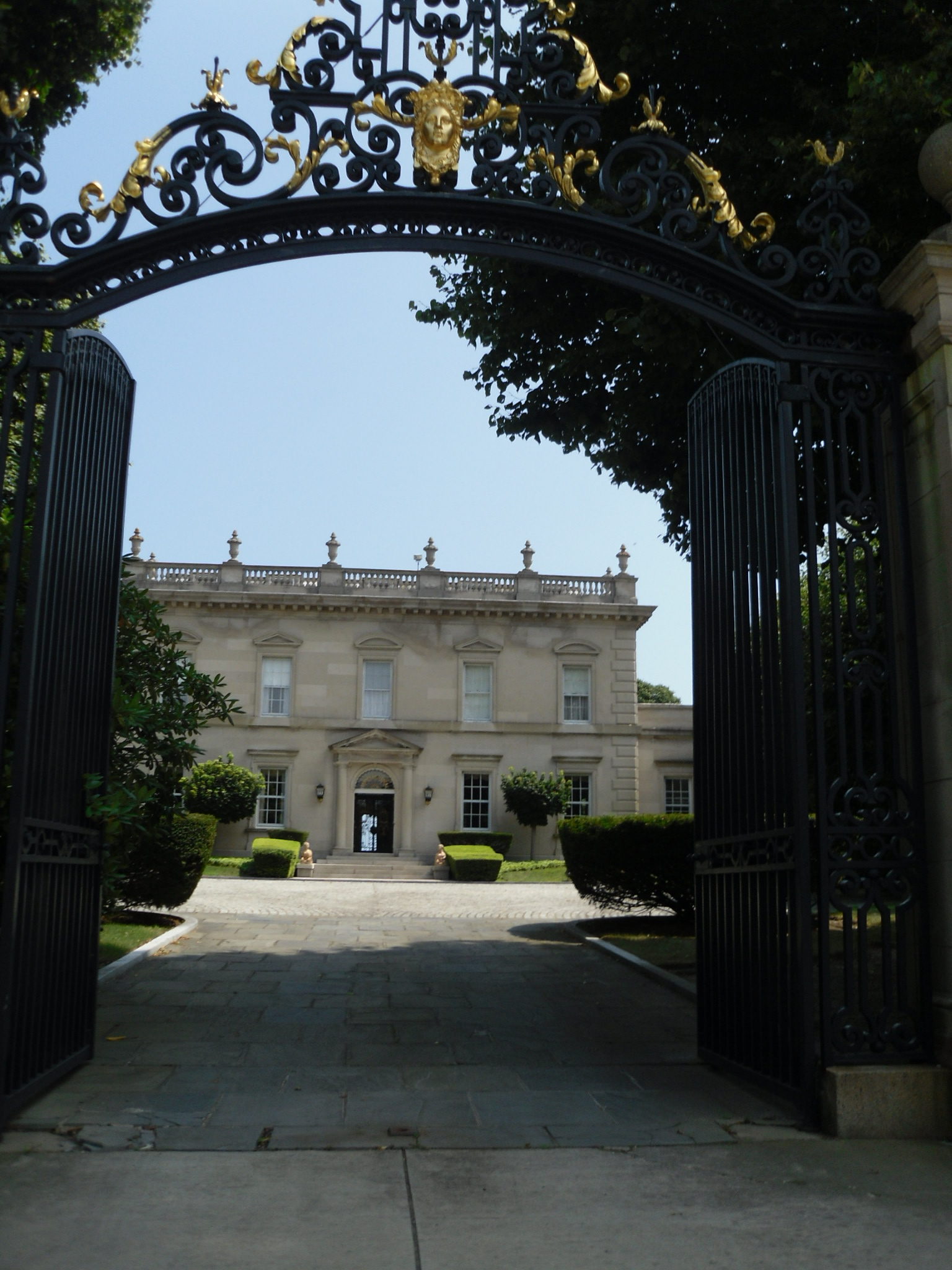
Clarendon Court (Newport, Rhode Island), le manoir de la famille von Bülow.

Sunny et Claus von Bülow forment un couple de milliardaires distingués. Mais un jour de décembre 1980, Sunny est retrouvée dans un coma profond provoqué par une surdose d'insuline. C'est son second coma et tous les soupçons se portent sur son époux. Déclaré coupable de deux tentatives de meurtre lors d'un premier procès, Claus von Bülow fait appel et obtient, pour préparer le second procès, le concours de l'avocat Alan Dershowitz, lequel n'est pourtant pas spécialisé dans ce genre d'affaires.
Devant la complexité du dossier et les délais impartis, Dershowitz fait travailler une véritable équipe, composée de professionnels et de ses élèves.

## Fiche technique
Sauf indication contraire, les informations mentionnées dans cette section peuvent être confirmées par les bases de données cinématographiques  présentes dans la section « Liens externes ».
- Titre original : Reversal of Fortune
- Titre français et québécois : Le Mystère von Bülow
- Réalisation : Barbet Schroeder
- Scénario : Nicholas Kazan, d'après l'ouvrage non-fictionnel Le Mystère von Bülow (Reversal of Fortune: Inside the von Bülow Case) d'Alan Dershowitz
- Musique : Mark Isham
- Direction artistique : Dan Davis
- Décors : Mel Bourne (en)
- Costumes : Judianna Makovsky
- Photographie : Luciano Tovoli
- Montage : Lee Percy
- Production : Edward R. Pressman et Oliver Stone
- Sociétés de production : Reversal Films et Sovereign Pictures
- Sociétés de distribution : Warner Bros. (États-Unis), Les Films Ariane (France)
- Pays de production :  États-Unis
- Langue originale : anglais
- Format : couleur (Technicolor) – 1,85:1 – 35 mm – son Dolby
- Genre : drame, biographique, procès
- Durée : 111 minutes
- Dates de sortie[1] :
  - États-Unis : septembre 1990 (avant-première au festival du film de Telluride)
  - États-Unis : 19 octobre 1990 (sortie limitée)
  - Canada : 17 octobre 1990
  - France : 9 janvier 1991
- Affiche : Bill Gold (États-Unis)

## Distribution
Sauf indication contraire, les informations mentionnées dans cette section peuvent être confirmées par les bases de données cinématographiques  présentes dans la section « Liens externes ».
- Glenn Close (VF : Évelyn Séléna ; VQ : Anne Caron) : Sunny von Bülow
- Jeremy Irons (VF : Bernard Tiphaine ; VQ : Léo Ilial) : Claus von Bülow
- Ron Silver (VF : Philippe Ogouz ; VQ : Marc Bellier) : Alan Dershowitz
- Annabella Sciorra (VF : Laurence Crouzet ; VQ : Johanne Léveillé) : Sarah
- Uta Hagen (VQ : Yolande Roy) : Maria
- Fisher Stevens (VF : Emmanuel Jacomy ; VQ : Sébastien Dhavernas) : David Marriott
- Jack Gilpin (VF : Thierry Ragueneau ; VQ : Jacques Brouillet) : Peter MacIntosh
- Stephen Mailer (VF : Thierry Bourdon ; VQ : Jacques Lussier) : Elon Dershowitz
- Christine Dunford (VQ : Geneviève De Rocray) : Ellen
- Christine Baranski (VF : Michèle Bardollet) : Andrea Reynolds
- Felicity Huffman : Minnie
- Gay Hamilton : Mary Lisa
- Julie Hagerty : Alexandra Isles
- Johann Carlo : Nancy
- Mitchell Whitfield : Curly
- Tom Wright (en) : Jack
- Gordon Joseph Weiss : Tom Berman
- Michael Lord : Ed
- Bill Camp : Bill
- JD Cullum : John
- Frederick Neumann (VF : Edmond Bernard) : le juge
- Sarah Fearon : Ala von Auersberg, fille aînée de Sunny
- Jad Mager : Alexander von Auersberg, fils de Sunny
- Kristi Hundt : Cosima von Bülow, fille de Sunny et Claus (enfant)
- Kara Emerson : Cosima von Bülow, fille de Sunny et Claus (plus âgé)

## Production

### Inspiration
Le film est basé sur l'histoire réelle du couple von Bülow. Lors de la naissance de leur fille Cosima (en) en 1967, l'accouchement se passe mal et Sunny von Bülow devient frigide. Elle aurait autorisé son époux désargenté à avoir des maîtresses mais, possessive, anxieuse et alcoolique, elle l'oblige à abandonner son poste d'assistant du milliardaire Jean Paul Getty pour devenir son propre secrétaire personnel et ne se consacrer qu'à elle. En contrepartie, elle le couche sur son testament à hauteur de 14 millions de dollars. Claus accepte le pacte mais rencontre une actrice de soap, Alexandra Isles, qui lui demande de divorcer. C'est alors que Sunny est retrouvée dans le coma le 19 décembre 1980 et meurt 28 ans après, étant restée dans cet état végétatif. Les analyses sanguines révèlent une surdose d'insuline, si bien que Claus est arrêté en 1982 et accusé de meurtre. Le 7 mai 1982, le tribunal de New-York condamne Claus Von Bülow à trente ans de prison. Il fait appel de cette décision et il est libéré contre une caution de 1 million de dollars, rassemblée avec l'aide du fils du milliardaire Jean Paul Getty.
En avril 1984, son nouvel avocat, professeur de droit à Harvard, Alan Dershowitz, reprend le dossier, engage une équipe de jeunes juristes (parmi lesquels Eliot Spitzer). Cette équipe parvient à trouver un vice de forme au sujet des indices matériels qui ont entraîné la condamnation : la trousse noire contenant des seringues, du Valium, du Seconal et surtout de l'insuline découverts dans la penderie de von Bülow. Un détective à la solde de l'accusation a forcé illégalement cette penderie. La défense remet en cause le test de l'insuline qui aurait dû être répété deux fois et suggère que Sunny, dépressive, buvait, prenait de nombreux médicaments, et serait morte d'une asphyxie causée par ses propres vomissements. Claus von Bülow est acquitté par le tribunal de Providence le 11 juin 1985. Les enfants de Sunny déposent plainte au civil et réclament 56 millions de dollars. Les deux parties parviennent à un accord avant le procès : Claus von Bülow accepte de divorcer et d'abandonner l'héritage, reçoit en échange un million de dollars, et part s'installer en Angleterre.

### Tournage
Le tournage a lieu d'août à octobre 1989. il se déroule dans le Rhode Island (Newport), dans l'État de New York (Tarrytown, Cinquième Avenue de Manhattan, manoir Knole à Long Island) et dans le New Jersey (Montclair).

## Accueil

### Accueil critique
Le Mystère von Bülow reçoit un accueil critique globalement positif. Sur le site agrégateur de critiques Rotten Tomatoes, le film obtient un score de 92 % d'opinions favorables, sur la base de 51 critiques collectées et une note moyenne de 7,90/10 ; le consensus du site indique : « Présentant des performances exceptionnelles et un scénario astucieux, [Le Mystère von Bülow] se double d'un mystère alléchant et d'une satire impitoyable des riches ». Sur Metacritic, le film obtient une note moyenne pondérée de 93 sur 100, sur la base de 18 critiques collectées ; le consensus du site indique : « Acclamation générale ».

### Box-office
Au cours de son exploitation, le film engrange une recette totale de 15 445 131 $ sur le sol américain. En France, il attire 397 479 spectateurs en salles.

## Distinctions
Sauf indication contraire, les informations mentionnées dans cette section peuvent être confirmées par les bases de données cinématographiques  présentes dans la section « Liens externes ».

### Récompenses
- Los Angeles Film Critics Association Awards 1990 :
  - Meilleur acteur (Jeremy Irons)
  - Meilleur scénario (Nicholas Kazan)
- Oscars 1991 : meilleur acteur (Jeremy Irons)
- Boston Society of Film Critics Awards 1991 :
  - Meilleur acteur (Jeremy Irons)
  - Meilleur scénario (Nicholas Kazan)
- Chicago Film Critics Association Awards 1991 : meilleur acteur (Jeremy Irons)
- Prix David di Donatello 1991 : meilleur acteur étranger (Jeremy Irons)
- Golden Globes 1991 : meilleur acteur dans un film dramatique (Jeremy Irons)
- Kansas City Film Critics Circle Awards 1991 : meilleur acteur (Jeremy Irons)
- National Society of Film Critics Awards 1991 : meilleur acteur (Jeremy Irons)

### Nominations
- Oscars 1991 :
  - Meilleur réalisateur (Barbet Schroeder)
  - Meilleur scénario adapté (Nicholas Kazan)
- Casting Society of America Awards 1991 : meilleure distribution du film dramatique
- Golden Globes 1991 :
  - Meilleur réalisateur (Barbet Schroeder)
  - Meilleur film dramatique
  - Meilleur scénario (Nicholas Kazan)

## Édition vidéo
Le film sort en DVD et en Blu-ray chez L'Atelier d'Images le 3 mars 2020, avec en compléments une interview du réalisateur Barbet Schroeder et une interview de Jeremy Irons (issue de l'émission Cinéma Cinéma).